# Villogorgia ceylonensis
Villogorgia ceylonensis är en korallart som först beskrevs av Thomson och Henderson 1905.  Villogorgia ceylonensis ingår i släktet Villogorgia och familjen Plexauridae. Inga underarter finns listade i Catalogue of Life.